# Highwheeler

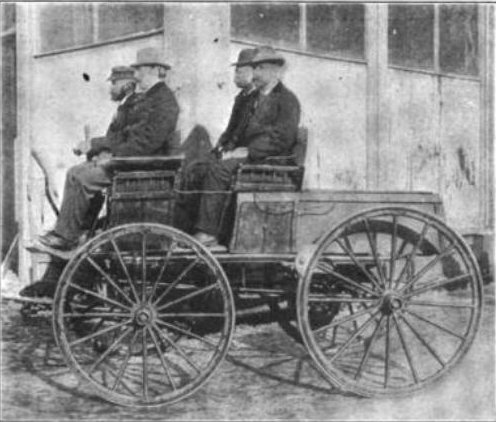
Morrison Electric, erbaut 1893 von William Morrison für Harold Sturges, der damit 1895 am Chicago Times-Herald Contest teilnahm, dem ersten Autorennen in den USA. Das Auto kostete die damals horrende Summe von US$ 3600 und gilt als Wegbereiter des Elektroantriebs.

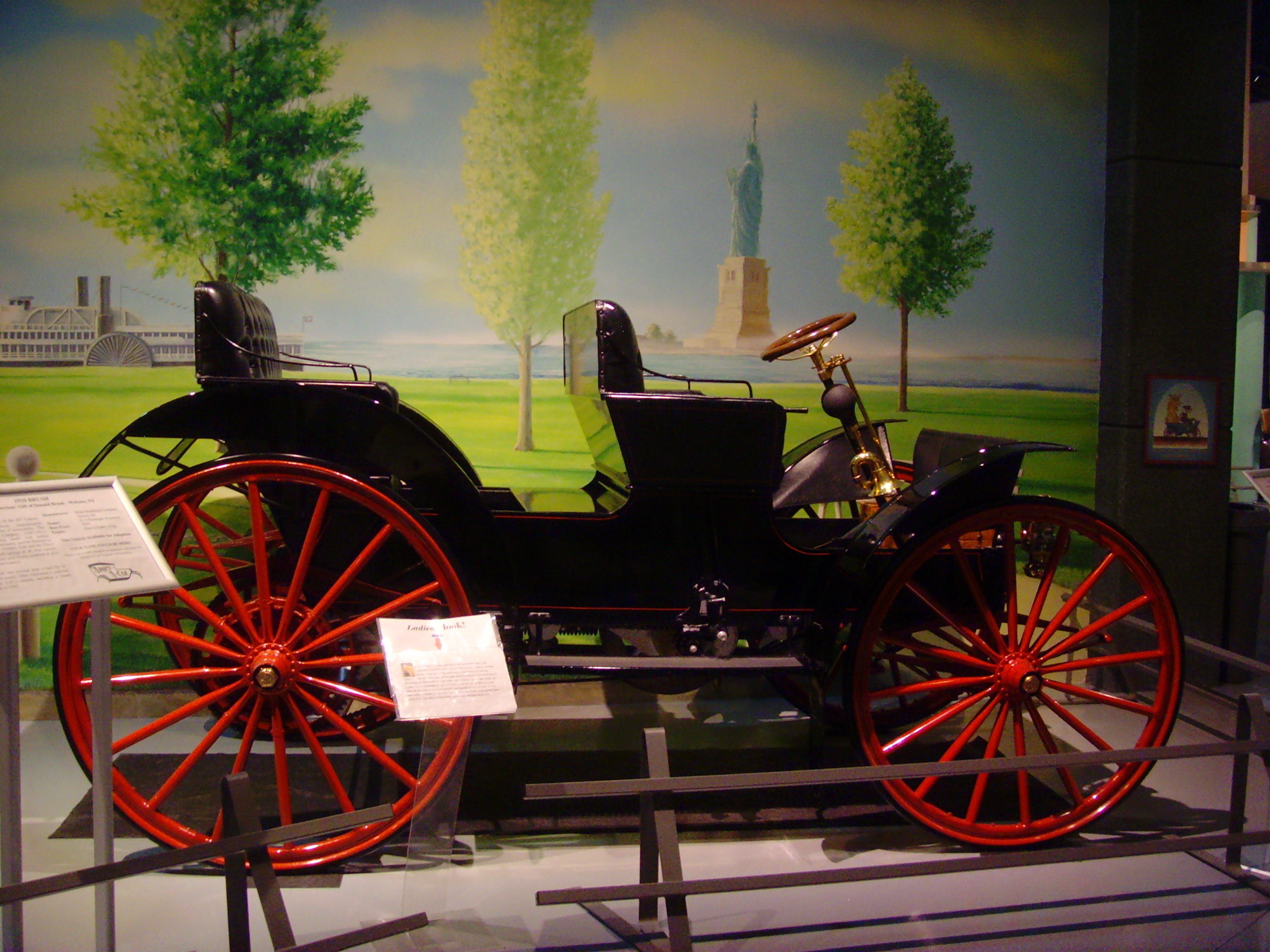
International Harvester (IHC) Auto-Buggy (1907) mit Lenkrad

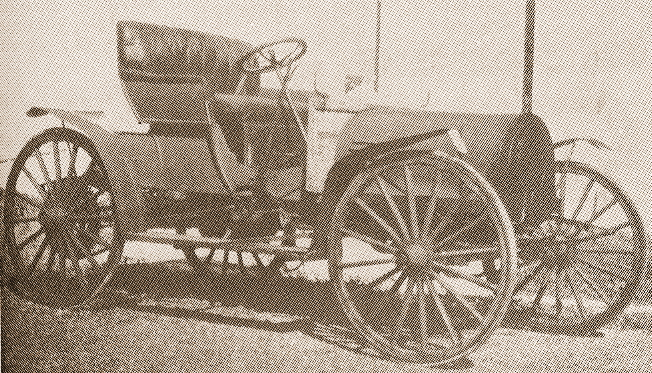
Kearns Storm Queen Doctor’s Special High wheeled Motor Buggy (1909)

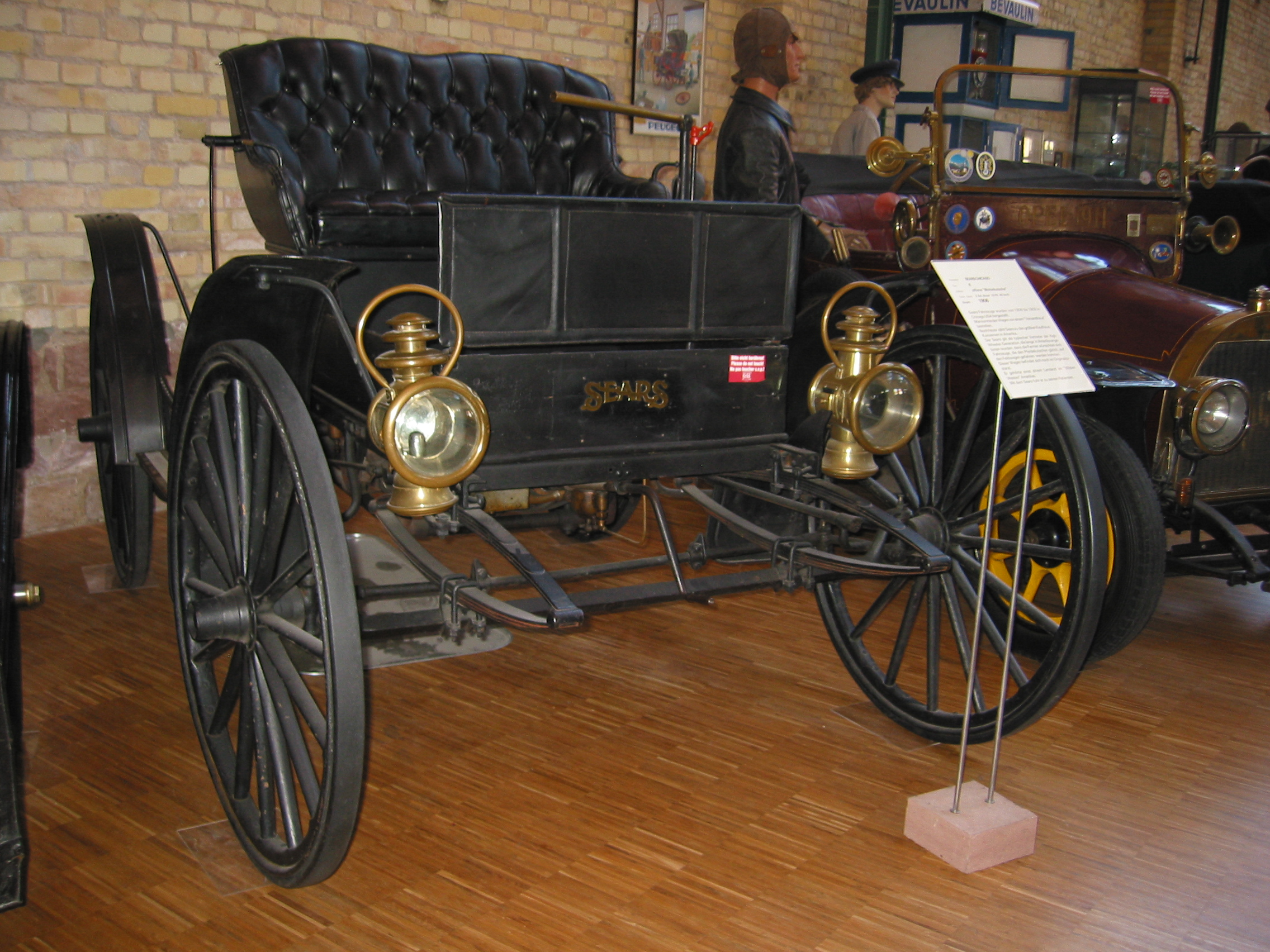
Sears Motor Buggy von 1906. Das Auto konnte über den Verkaufskatalog von Sears, Roebuck & Co. bestellt werden.

Ein Highwheeler ist ein in der Regel kutschenähnliches, motorbetriebenes Fahrzeug, das vor und um die Jahrhundertwende vom 19. zum 20. Jahrhundert nur in den USA verbreitet war. Namengebend sind seine riesigen Holzspeichenräder. Die meisten Highwheeler hatten einen Benzinmotor als Antrieb, es bereitete jedoch kaum technische Probleme, stattdessen einen Elektromotor oder eine Dampfmaschine zu verwenden. Die robuste Konstruktionsweise und die gute Raumausnutzung kamen letzteren sogar entgegen. Der Begriff Highwheeler war in Europa nicht gebräuchlich.

## Konzept und Aufkommen
Der Highwheeler war ein Fahrzeug für das ländliche Amerika. Bewusst einfach konstruiert, konkurrierte er durch seine Vielseitigkeit für eine kurze Zeit erfolgreich mit dem Fuhrwerk.
Er musste Eigenschaften aufweisen, welche durch das riesige und schlecht erschlossene Land vorgegeben waren. Wichtig waren Vielseitigkeit, ein niedriger Preis, eine robuste Konstruktion und eine simple Technik, die sich ohne vertiefte mechanische Kenntnisse beherrschen ließ. Im Bedarfsfall mussten Reparaturen vor Ort schnell durchgeführt werden können. Wenn der Besitzer nicht in der Lage war, solche Instandsetzungen selber vorzunehmen, wurde dies oft vom ortsansässigen Kutschenbauer, Wagner oder Dorfschmied gemacht; oft übernahmen diese oder ein innovativer Drug store die lokale Vertretung für solche Fahrzeugmarken.
Ein eigener Ausstellungsraum war nicht erforderlich; meist benutzte der Händler sein eigenes Fahrzeug zu Demonstrationszwecken – und der Neuwagen wurde per Eisenbahn in einer Transportkiste angeliefert. Der Eigentümer brauchte nur noch die Räder anzubringen und Treibstoff, Öl und, falls wassergekühlt, Brunnenwasser einzufüllen.
Die erwähnte schlechte Erschließung führte zu den besonderen Erkennungsmerkmalen des Highwheelers, seine riesigen Holzspeichenräder und die sehr breite Spur. Die Räder stammten aus dem Kutschenbau und waren in der Regel mit Eisen beschlagen. Sie waren für die unbefestigten Wege außerhalb von Ortschaften gedacht und sollten verhindern, dass das Fahrzeug so tief in den Schlamm einsank, dass der Karosseriekörper aufsetzte. Mit der breiten Spur passten sich die Fahrzeuge den üblichen Karrenwegen an.
Viele Vertreter dieser Fahrzeuggattung hatten eine Sitzbank für Fahrer und Beifahrer und eine offene Fläche für Fracht dahinter. Diese konnte oft mit Spriegeln, auf der eine Plane befestigt wurde, vor dem Wetter geschützt werden. Oft ließ sich auf der Ladefläche eine zweite oder sogar dritte Sitzbank befestigen. So konnte die ganze Familie sonntags die Kirche besuchen oder einen Ausflug machen.
Obwohl schon weit früher bekannt, trat der Highwheeler ab 1906 einen veritablen Siegeszug an. Hersteller schossen wie Pilze aus dem Boden; darunter neben seriösen allerdings auch eher dubiose Scheunen-Betriebe. Entsprechend unterschiedlich war die Qualität dieser Erzeugnisse.
Highwheeler kosteten typischerweise US$ 300 bis US$ 400 und damit weniger als ein „richtiges“ Automobil. Konkurrenz erwuchs ihnen ab etwa 1910 von den Cyclecars. Das änderte sich, als Henry Ford begann, den Preis für sein Modell T zu senken.

## Konstruktion

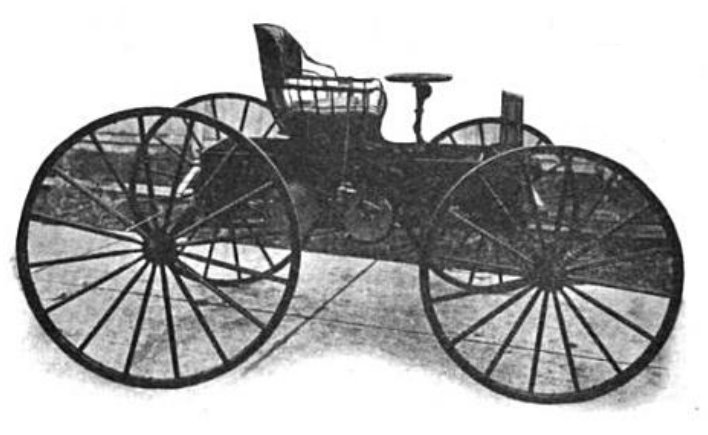
Typischer Highwheeler von 1906: Success Modell A mit riesigen Holzspeichenrädern (94 cm vorn und 104 cm hinten bei einem Radstand von nur 157 cm). Unkonventionell war nur die Drehschemellenkung mit Lenkrad.

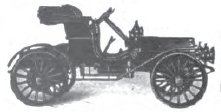
Simplo 14/16 hp Model C 2-passenger High wheel runabout. Herstellerin war die Cook Motor Vehicle Co. in St. Louis (Missouri). Zweizylinder, wahlweise Wasser- oder Luftkühlung, Friktionsgetriebe, Doppelketten, Lenkrad. US$600.-, Luftreifen US$ 50.- extra (1908)

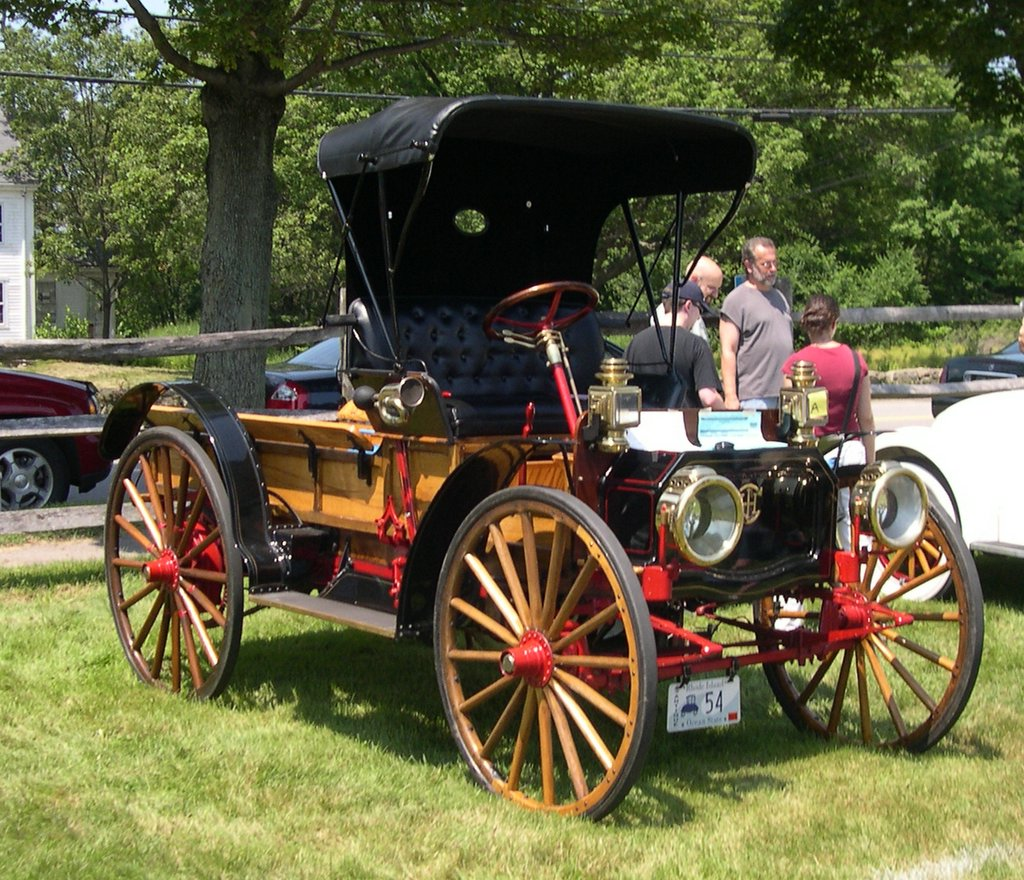
International Wagon (1911)

Die Vielfalt unter diesen Fahrzeugen ist recht groß. Am typischen Highwheeler bestehen sowohl Fahrgestell wie auch Karosserie aus Holz; ersteres ist gelegentlich armiert. Beides wurde sehr oft von Fuhrwerken übernommen oder war von deren Konstruktion inspiriert, weil die Hersteller bereits in diesem Bereich tätig waren und sie den Kunden vertraut waren. Oft war bereits der Ausgangspunkt eine Kutsche; es gab sogar Bausätze für einen solchen Umbau.
Anfangs hatten viele Highwheeler eine Dampfmaschine und wurden mit einem „Kuhschwanz“ genannten Hebel gelenkt, was bei nassem Untergrund viel Kraft erforderte. Bald wurde der Dampfantrieb von Benzinmotoren abgelöst. Die meisten dieser Highwheeler hatten aber einen quer unter dem Fahrersitz eingebauten, luftgekühlten Zweizylindermotor – oft ein Boxer – mit 10 bis 20 bhp (7.6 bis 15.2 kW) Leistung. Die Kraft wurde in der Regel mittels Friktionsgetriebe auf eine Antriebswelle und von dieser über einen – seltener zwei – Antriebsriemen resp. -ketten auf die Hinterachse übertragen. Einer der bekanntesten Highwheeler-Hersteller, die Holsman Automobile Company in Chicago (Illinois) behalf sich zunächst sogar mit zwei Hanfseilen.
Bereits das wohl erste in den USA kommerziell hergestellte Automobil, der Duryea aus Springfield (Massachusetts) von 1893, war ein aus einer Kutsche gebauter Highwheeler mit einem Friktionsgetriebe; die Marke setzte später ebenfalls auf Highwheeler.
Ein typischer Vertreter der einfachen Bauweise war der von 1908 bis 1912 gebaute Burns. Deren Hersteller, drei Brüder aus Havre de Grace (Maryland) und alteingesessene, lokale Kutschenbauer, fügten ihren Produkten auf Wunsch den obligatorischen luftgekühlten Zweizylindermotor und eine Kraftübertragung mittels Friktionsgetriebe und Doppelketten an.
Wie einfach der Bau solcher Fahrzeuge war, zeigt das Beispiel des Lebensmitteldetaillisten H.F. Van Wambeke, der mit seinen Söhnen in einer Scheune hinter seinem Laden an der Kreuzung Hill- und Jefferson Avenue in Elgin (Illinois) zwischen 1907 und 1909 – wohl auf Kundenwunsch – immerhin sieben oder acht Highwheeler fertigstellte. Die meisten waren Lieferwagen für das örtliche Gewerbe und mit luftgekühlten Zweizylindermotoren von 10 bis 20 PS typische Vertreter ihrer Art. Untypisch war, dass die Van Wambekes die Motoren selber bauten und Planetengetriebe verwendeten; die Kraftübertragung erfolgte per Doppelketten auf die Hinterachse. Für sich selber bauten sie einen Vierzylinder. Ein oder zwei Fahrzeuge entstanden als Runabout-Personenwagen. Es existiert ein Foto eines solchen Runabout mit gewölbter Motorhaube. Die van Wambekes verlangten um US$ 750.–. Sie erwogen den Bau einer Fabrik zur Herstellung, verzichteten klugerweise aber auf die Umsetzung dieser Idee.
Später setzte sich das Lenkrad gegenüber dem archaischen Lenkhebel durch und durchaus anspruchsvollere Konstruktionen erschienen. Einige – wie etwa der Kearns, der McIntyre, der Pioneer, der Single Center oder der George White, hatten den Motor vorn unter einer Haube angebracht und glichen, abgesehen von Rädern und Kotflügeln, gewöhnlichen zeitgenössischen Automobilen.
Gerade der Pioneer war aufwendiger konstruiert als der typische Highwheeler. Das nur als Roadster lieferbare Fahrzeug war mit einem Radstand von 91 in (2.311,4 mm) zudem einer der größeren Vertreter seiner Gattung. Typisch war die Verwendung eines Zweizylindermotors; dieser gehörte mit 20 PS nach damaliger Berechnungsmethode aber zu den stärkeren in einem Highwheeler. Die Kraftübertragung erfolgte über ein Zweigang-Planetengetriebe und Kardanwelle auf die Hinterachse.
Der George White hatte ein Fahrgestell aus Stahl anstelle von armiertem Holz, einen Frontmotor und Magnetzündung. Auch hier wurden ein Zweigang-Planetengetriebe und eine Kardanwelle verwendet; diese wurde überdies in einem Rohr geführt. Der klassenübliche Zweizylindermotor war ein Viertakt-Boxer mit Luftkühlung unbekannter Herkunft und leistete 14 bhp (10.4 kW). Der Holsman war am Ende seiner eher langen Produktionszeit von 1902 bis 1910 ein sehr ausgereiftes Produkt; die letzten Modelle erhielten sogar Vierzylindermotoren mit 26 bhp (19.4 kW) Leistung. Victor Hugo Bendix (1881–1945), später Gründer der Bendix Corporation, realisierte 1908–1909 mit Bendix, Duplex und Yankee eigene Interpretationen des Holsman. Vorwiegend Nutzfahrzeuge entstanden. Das größte war ein geschlossener Lieferwagen mit Vierzylindermotor, Friktionsgetriebe und einer Nutzlast von 2400 lb.
Trotz der eher lokalen Ausrichtung der Highwheeler-Produktion bestand durchaus Konkurrenzdruck unter den Herstellern. So war wohl die Success Auto-Buggy Manufacturing Company in St. Louis (Missouri), deren Eigentümer Patentanwalt war, erfolgreicher in der Vergabe von Lizenzen für einzelne Bauteile als mit dem eigenen, durch und durch konventionellen Highwheelern. Von ihr festgestellte, angebliche Patentverletzungen führten zu in der Branche stark beachteten Prozessen gegen die Economy Motor Car Company in Fort Wayne und die W. H. Kiblinger Company in Auburn (beide in Indiana). Zu einem Urteil dürfte es indes nicht gekommen sein, denn Success ging 1909 in die Insolvenz und Kiblinger hatte sich schon zuvor wegen dieses Gerichtsfalls als W. H. McIntyre Company reorganisiert. Das Unternehmen war ein Vorläufer der bekannten Auburn Automobile Company.

## Zusatznutzen
Nur wenige Hersteller bauten Highwheeler für Vergnügungsfahrten und Freizeit. Zu den frühen Kunden gehörten Landärzte, die ihren Pferde-Buggy zunehmend gegen Highwheeler eintauschten.
Die meisten Anbieter stellten den Doppelnutzen der gewerblichen oder landwirtschaftlichen Anwendung heraus. Einige konzentrierten sich mehr oder weniger auf Nutzfahrzeuge, so etwa International Harvester (I.H.C.), wo nur wenige reine Personenwagen entstanden, oder Kiblinger und dessen Nachfolger, der McIntyre.
Ein unerwarteter Zusatznutzen bot sich, wenn der Farmer auf dem Feld oder in der Scheune ein Antriebsrad entfernte und die Motorkraft ab der Achswelle nutzte, um Maschinen oder Geräte zu betreiben, etwa eine Holzsäge, Wasserpumpe, Saftpresse, Kornmühle oder anderes.

## Niedergang

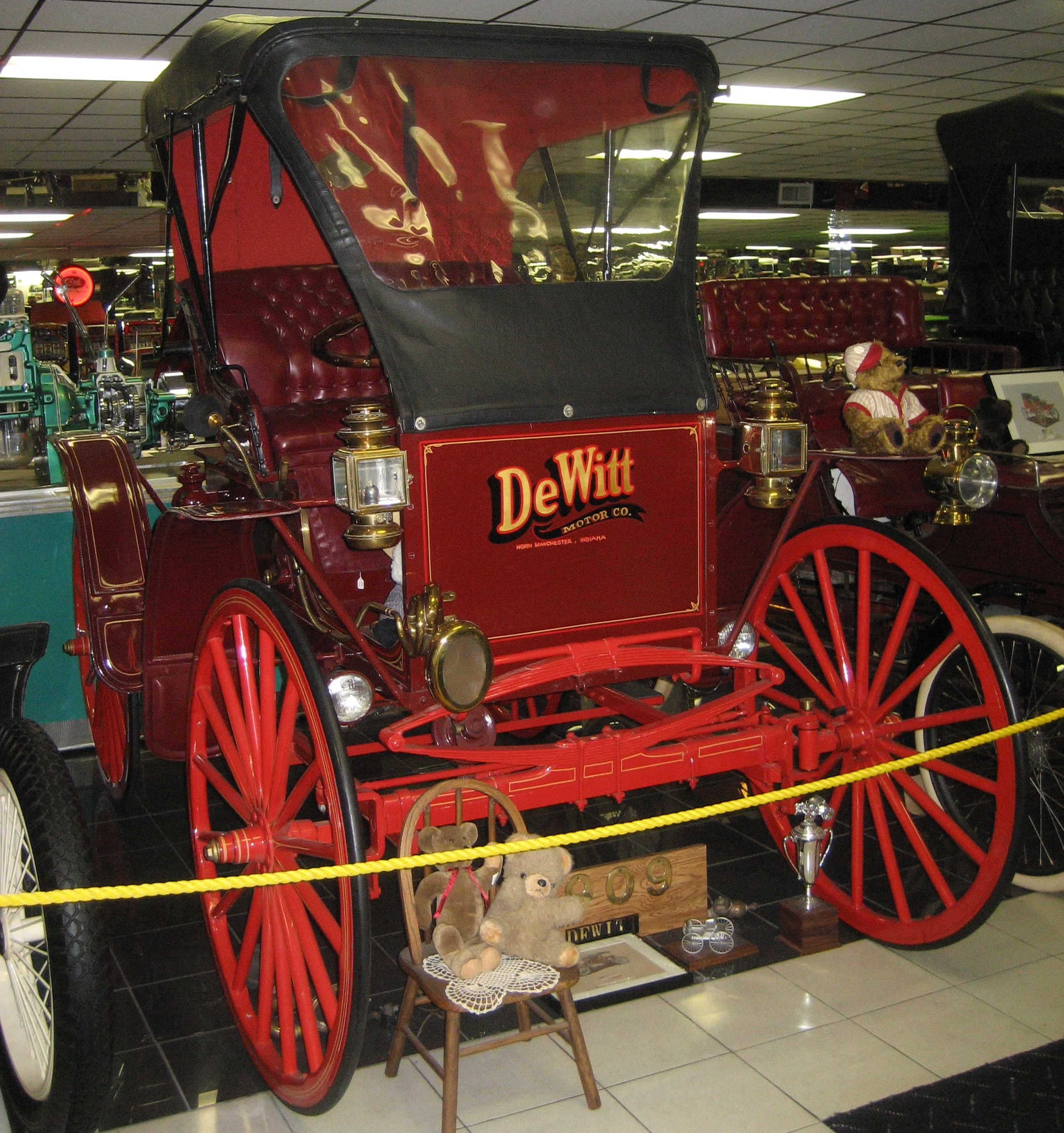
Der De Witt von 1909 mit Achsschenkellenkung wie ein „richtiges“ Automobil und vollelliptischer Querblattfeder aus dem Kutschenbau.

Highwheeler fanden ihre größte Verbreitung zwischen 1907 und 1912. Es wird geschätzt, dass rund 70 Hersteller ausschließlich oder teilweise solche Fahrzeuge in ihrem Angebot führten. Allein 20 Betriebe, die zumindest einen Highwheeler anboten, waren in Chicago (Illinois) domiziliert. Highwheeler waren oft plump, schwerfällig und untermotorisiert, vor allem aber bemerkenswert unkomfortabel. Ab etwa 1908 wurden „normale“ Automobile zu konkurrenzfähigen Preisen angeboten und lösten so die Highwheeler ab. Den Anfang machten Oldsmobile mit dem Oldsmobile Curved Dash, der während seiner gesamten Bauzeit (1901–1907) nur US$ 650 kostete, und der Rambler der Thomas B. Jeffery Company, gefolgt vom Ford Modell A.
Der 1907 eingeführte Ford Modell T hatte einen verhaltenen Verkaufsstart, der infolge der einzigartigen Preispolitik von Henry Ford bald einsetzende, überwältigende Erfolg dieses Autos veränderte die Branchenstrukturen nachhaltig. Nicht nur die meist kleinen Hersteller von Highwheelern und Cyclecars (aber diese ganz besonders) litten darunter. Nach 1910 mussten die meisten Hersteller solcher Fahrzeuge aufgeben, sofern sie die Produktion nicht rechtzeitig umgestellt hatten; der Ford Modell T setzte die notwendigen Eigenschaften besser und günstiger um, als es diese teilweise primitiven Fahrzeuge je gekonnt hatten.
1910 verlangte Ford noch US$ 900 für ein zweisitziges Modell T Runabout und US$ 950 für den viersitzigen Touring. Das war etwa das Dreifache des Preises für einen Highwheeler. 1911 waren diese Preise bereits auf US$ 680 resp. US$ 780 gesunken, 1912 auf US$ 590 resp. US$ 690 und 1913 auf US$ 525 resp. US$ 600. Und die Preise blieben nicht nur tief, sie sanken sogar weiter. Ende 1916 kostete ein Touring noch US$ 360. Aber da hatten die meisten Hersteller von Highwheelern und Cyclecars längst aufgegeben oder sich auf ein anderes Marktsegment konzentriert – und eine ganze Reihe Hersteller konventioneller Automobile war ihnen gefolgt.

## Abgrenzung

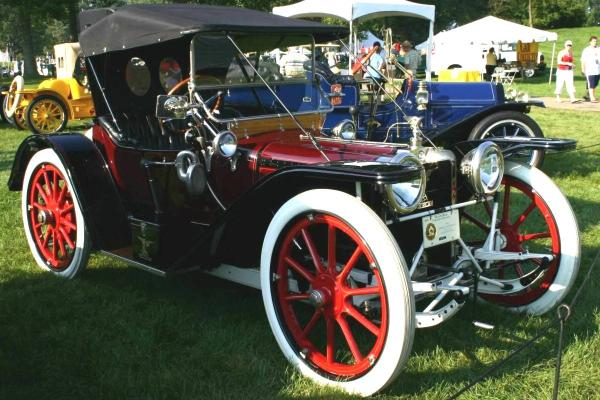
Kein Highwheeler: American Underslung (1913)

Übergroße Räder sind kein Alleinstellungsmerkmal der Highwheeler. Ebensolche hatten auch die um diese Zeit aufkommenden Konstruktionen in Underslung-Bauweise. Erstes und bekanntestes Fahrzeug dieser Gattung war der American Underslung der American Motor Car Company in Indianapolis (Indiana). Er entstand 1907 aus der Idee des Chefingenieurs Fred I. Tone, die Straßenlage zu verbessern, indem ein konventionelles Fahrgestell verkehrt herum montiert wurde. Dadurch wurde ein tiefer Schwerpunkt ermöglicht, die nun über statt unter dem Fahrgestell liegenden Achsen machten aber Spezialanfertigungen für die Räder erforderlich. Nach Werksangaben vertrugen diese Fahrzeuge zudem eine Seitenneigung von 55°, ohne umzukippen.
Highwheeler in Underslung-Bauweise sind nicht bekannt.
Einer der wenigen europäischen Hersteller von Highwheelern – ohne seine Erzeugnisse so zu bezeichnen – war die schwedische Åtvidabergs Vagnfabrik, die zwischen 1910 und 1912 aber nicht auf nennenswerte Produktionszahlen kam.